# Dokkum
Dokkum és una ciutat del municipi de Dongeradeel a la província de Frísia, al nord dels Països Baixos. L'1 de gener de 2006 tenia 13.145 habitants. La ciutat és sobretot coneguda perquè Bonifaci de Fulda fou mort prop de Dokkum. Dokkum és la ciutat més al nord de les 11 ciutats del Elfstedentocht.

## Personatges il·lustres
- Gemma Frisius (1508-1555), científica
- Jan Posthuma (1963), jugador de voleibol (medalla d'or als Jocs Olímpics de 1996)